# Diani Beach
Diani Beach is een grote Keniaanse badplaats gelegen aan de Indische Oceaan 45 km ten zuiden van Mombassa. Diani Beach behoort tot het district Kwale County. Volgens de oude provincieopdeling behoorde Diani Beach tot Pwani. De 25 km lange witte stranden lopen over in de kustplaats Ukunda, dat een vliegveld heeft. 
Het gebied is bekend om zijn koraalriffen en franjeapen, en is geliefd bij toeristen. Het ligt vlak bij Shimba Hills National Reserve en kent goede restaurants, hotels en twee winkelcentra. Het trekt helaas ook mensen die illegaal schelpen en koraal meenemen.